# アイスリンゲン/フィルス
アイスリンゲン/フィルス（ドイツ語: Eislingen/Filsが公式表記で、読みはアイスリンゲン・アン・デア・フィルス、ドイツ語発音: [ˈa͜islɪŋən] ( 音声ファイル)）は、ドイツ連邦共和国バーデン＝ヴュルテンベルク州シュトゥットガルト行政管区のゲッピンゲン郡に属す大規模郡都市である。

## 地理
アイスリンゲンはフィルスタール（フィルス川の谷）の支流クルム川の河口沿い、高度320から480メートルにに位置し、レギオン・シュトゥットガルト（シュトゥットガルト地方、1992年まではネッカー川中流地域）に含まれる。隣接する市町村は、西から時計回りにゲッピンゲン、オッテンバッハ、ザラハ、ジューセン、ゲッピンゲン＝ホルツハイム地区である。

### 市の構成
自治体アイスリンゲン/フィルスには、中心地区アイスリンゲン/フィルスの他、エッシェンベヘ小集落、クルムヴェルデン市区、農場集落のネーハーホーフ、シュトゥンペンホーフ、テーレスホーフ、および廃集落のエーレンシュテッテン、ブルネンヴァイラー、ハンメルツヴァイルが含まれる。かつてブルネンヴァイラーがあった地区には現在、同名の住宅地が建設されている。

### 土地利用
| 用途                 | 面積 (ha) | 占有率 (%) |
| -------------------- | --------- | ---------- |
| 住宅地               | 208       | 12.7       |
| 商工業地             | 124       | 7.5        |
| レクリエーション用地 | 30        | 1.8        |
| その他市街地         | 43        | 2.6        |
| 交通用地             | 143       | 8.7        |
| 農業用地             | 754       | 46.0       |
| 森林                 | 301       | 18.4       |
| 水域                 | 15        | 0.9        |
| その他               | 23        | 1.4        |
| 合計                 | 1641      | 100        |

2022年現在の州統計局のデータに基づく。

## 歴史

### 史料以前
紀元後125年頃、現在のアイスリンゲンに木と土でできたローマの城砦（カステル・アイスリンゲン＝ザラハ）が建設された。そのラテン名や兵舎は判っていない。この城砦は、159年にリメスがフィルスタールからレムスタールに移動した際におそらく放棄された。この城砦はラエティアとゲルマニア・スペリオルとの境界にあったと推測されるが、その境界がアイスリンゲンのどこを南北に通っていたかは精確に分かっていない。500年頃のアレマン人集落の古い痕跡が遺されている。ゲッピンゲンとの市境付近で発見されたフィブラは、3世紀後半の定住を示す可能性がある。

### Isininga und Ußlingen と記録される古代史
アイスリンゲンは、861年にヴィーゼンシュタイク修道院の文書に Isininga という名前で記録されている。それから約250年後にヴュルテンベルクが Ußlingen に初めて所領を得たが、1100年頃にはブラウボイレン修道院の所有となっていた。後のグロースアイスリンゲンが、この古い Isininga、Ußlingen および Isiningen から成立した。クラインアイスリンゲンは、もっと後の時代に成立したか、または認識されたため、この名前で呼ばれたのである。

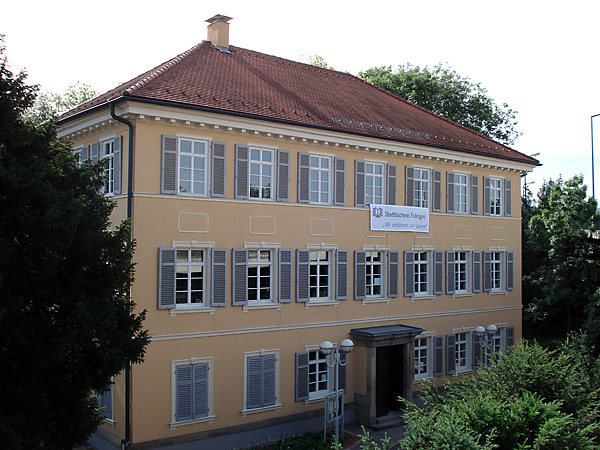
旧アイスリンゲン城（現在は市立図書館）

### グロースアイスリンゲンの歴史
1343年にグロースアイスリンゲン (Isiningen) は、レヒベルク家の所領からヴュルツブルク司教領となった。1492年にヴュルテンベルク伯エーバーハルト5世（後のエーバーハルト髭公）が村の 1/3 を購入した。このグロースアイスリンゲンのヴュルテンベルク家所有部分は神聖ローマ帝国の終わりまでこの状態にあったが、村のヴュルツブルク司教領部分の支配はかなり錯綜した。
1769年にアイスリンゲン城がヴェルデン男爵コンスタンティン・アドルフによって建設された。時代の流れとともに1803年までグロースアイスリンゲンでは支配者の交替や分割が頻繁に行われた。このため、村に3つの部分が存在し、この村は長らくの間ヴュルテンベルクの帝国騎士権とヴュルツブルクの権利とが重なる Territorium non clausum（直訳: 非完結領域）とされた。同様の領主関係は特にフランケン地方で知られている。1803年以前、この村はヴュルテンベルク家が 1/3、ヴュルツブルク領および帝国直轄騎士領が 2/3 という状態であった。1803年の帝国代表者会議主要決議によってヴュルテンベルク領以外の 2/3 がデーゲンフェルト＝ショムブルク伯領からバイエルン選帝侯領となった。3年後の1806年にこの領域は、現在のゲッピンゲン郡の他の部分とともにバイエルン王国からヴュルテンベルク王国に移譲され、オーバーアムト・ゲッピンゲンに編入された。

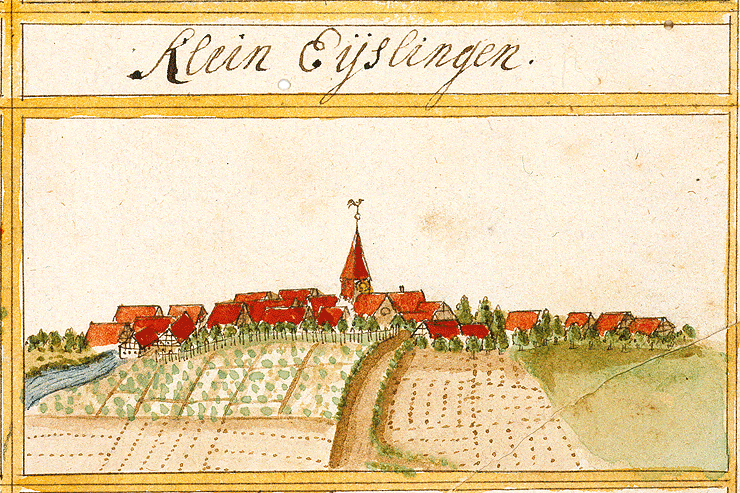
1683年にアンドレアス・キーザーの森林簿に描かれたクラインアイスリンゲン

### クラインアイスリンゲンの歴史
クライスアイスリンゲンは、歴史的な交易路でヨーロッパ全土に広がっていた交易ネットワークの一部をなしていたフィルス街道沿いに位置している。このため大変に古くから交通および市場活動が盛んであった。1492年にヴュルテンベルク伯エーバーハルト髭伯がゲッピンゲン市民ヴェルナー・ヴェルンホイザーの遺族からクラインアイスリンゲン村 (Clein-Yslingen) を買い取った。これによりこの村は、ヘルフェンシュタイン伯が所有していた森を除いて、1492年からヴュルテンベルク領に属した。

### クルムヴェルデンの歴史
クルムヴェルデン集落は1275年に初めて記録されている。この集落はグロースアイスリンゲンに属す小集落として歴史の多くを共有し、両アイスリンゲンが合併して新たな市となった際にもこれに従った。

### 合併以前の両アイスリンゲン共通の歴史
近世、この町は、特にフィルスタール鉄道に接続したおかげで工業化が発展した。アイスリンゲン (フィルス) 駅は、1847年にフィルスタール鉄道の施設として初代駅舎が建設され、これよりヴュルテンベルクの鉄道網に接続した。
1873年にアイスリンガー・トゥルンフェライン（アイスリンゲン体操クラブ）が設立された。1933年9月24日、グロースアイスリンゲン（現在のノルトシュタット）とクラインアイスリンゲン（現在のジュートシュタット）が合併してアイスリンゲン/フィルスという名称となり、市に昇格した。

### 合併後のアイスリンゲン市の歴史
ナチ時代のヴュルテンベルクの行政改革によりアイスリンゲンはゲッピンゲン郡に編入された。1940年にシュトルットジートルングの建設が始まり、戦後の1951年からは隣接するフォーゲルガルテンジートルングに引き継がれた。1945年にこの街はアメリカ占領地区の一部となり、新設されたヴュルテンベルク＝バーデン州に属した。この州は1952年に現在のバーデン＝ヴュルテンベルク州に再編された。旧ドイツ東部領土からの難民の流入により市は大きく発展し、1960年代には人口15,000人を超えた。難民の受け入れが完了するとすぐに急速な人口増加は治まった。1969年にエーリヒ＝ケストナー＝ギムナジウムが開校し、アイスリンゲンやザラハ、オッテンバッハの生徒が入学した。バーデン＝ヴュルテンベルク州政府は、2011年7月26日の決議で、アイスリンゲンを2012年1月1日付けで大規模郡都市とすることとした。

## 住民

### 宗教
アイスリンゲン地域では7世紀以降キリスト教が受け容れられ、この頃に小さな教会が建設された。アイスリンゲンで最初の教区は1348年にグロースアイスリンゲンに設けられ、フィルス川北部も管轄していた。グロースアイスリンゲンは政治的には様々な小勢力や修道院に分割されていた。宗教改革後、ほとんどの部分はヴュルツブルク司教領となり、小領主はレーエンとしてこれを与えられる形となった。村のおよそ 1/3 はアーデルベルク修道院、ブラウボイレン修道院、ファウルンダウ修道院を経てヴュルテンベルクに併合された。当初は村全体で宗教改革がなされた。ヴュルツブルク領部分では、1592年からレヒベルク家によって対抗宗教改革がなされ、グロースアイスリンゲンの聖マリア教区（1884年からは聖マルクス教区）は再びカトリックに転向した。グロースアイスリンゲンの福音主義信者はクラインアイスリンゲンがケアしていた。1903年にグロースアイスリンゲンに再び福音主義の教区が設置され、1906年に固有の教会クリストゥス教会が建設された。クルムヴェルデンはグロースアイスリンゲンと同様に政治上は分裂していた。ヴュルテンベルク部分は宗教改革がなされたが、レヒベルク領やブーベンホーフェン領の部分はカトリックに留まった。カトリックに留まったり、あるいは対抗宗教改革でカトリックに回帰したグロースアイスリンゲンと対照的に、クラインアイスリンゲンは宗教改革後ヴュルテンベルクによって福音主義の村となった。当初はホルツハイムの支教会であったが、1863年にクラインアイスリンゲンに固有の教区が設けられた。現在アイスリンゲンでは以下の教会が活動している。
福音主義教会。いずれもゲッピンゲン教会管区に属す。
- クリストゥス教会を有するクリストゥス教会組織[6]。この組織は市の一部、主にはフィルス川北部の旧グロースアイスリンゲンおよびクルムヴェルデン市区、オッテンバッハを含む。
- ルター教会を有するルター教会組織[7]。

カトリック教会。
- 聖マルクス教会。クルムヴェルデンの聖ヤーコブス教会を含む。
- 聖母教会[8]。

カトリックの患者および健康養護協会聖マルクスが運営する聖エリーザベト老人センターには礼拝堂があり、カトリックおよび福音主義の礼拝が行われている。
この他に、1921年から2019年までアイスリンゲン/フィルスには新使徒教会があった。この教会組織は2019年11月20日にフォルカー・キューンレによって世俗化された。アイスリンゲンは、ジューセンの新使徒教会に組み込まれている。

### 人口推移
アイスリンゲン市とその前身自治体の1837年以降の人口推移を以下に示す。1933年以前は両アイスリンゲンの合計値である。

アイスリンゲンの人口推移

アイスリンゲンは比較的小さな面積であるが、ゲッピンゲン郡で最も人口密度が高い街で、それ以外の周辺自治体でも最も人口密度が高い自治体の1つである。

## 行政

### 首長
両アイスリンゲンが合併した1933年から2011年までの市長を列記する。
- 1933年 - 1945年: ハンス・シュスター
- 1945年: ゴットリープ・ニュルク（終戦まで）
- 1945年 - 1947年: G. ローラー。終戦後に代理市長となり、1946年に市議会の承認を得た。1947年10月15日に辞職した。
- 1947年: H. ブリング（公務代行者）
- 1948年 - 1978年: エルヴィン・マイヤー
- 1978年 - 2010年: ギュンター・フランク (SPD)
- 2010年 - 2011年: クラウス・ハイニンガー（無所属）

2012年以降の上級市長
- 2012年 - : クラウス・ハイニンガー（無所属）[12]

### 議会
アイスリンゲン/フィルスの市議会は22議席からなる。市議会は、これらの選出された名誉職の議員と議長を務める上級市長で構成されている。上級市長は市議会において投票権を有している。

### 紋章
図柄: 銀地と青地に四分割。上部に地色と反対の色で塗り分けられて横たわるシカの角。
紋章のヴュルテンベルクのシカの角は当初は黒い色が用いられていたが、これは紋章学の配色規則に反していたため、しばらく後に適合する配色に改められた。このため現在の紋章は、ヴュルテンベルクの市町村の紋章には珍しい白-青のシカの角が描かれている。

### 姉妹都市
アイスリンゲン/フィルスは以下の都市と姉妹都市関係にある。
- ヴィラーニー（ハンガリー語版、英語版）（ハンガリー、バラニャ県）1989年
- オヨナ（フランス、アン県）2001年

### アイスリンガー・ツァイトゥング
アイスリンガー・ツァイトゥングは、アイスリンゲン/フィルス市の広報紙で、毎週木曜日に刊行される。出版はヌスバウム・メディエン GmbH & Co. KG. である。この広報紙には、街のニュース、公式発表、クラブ活動、教会の情報、教育機関からの情報、たとえばアイスリンゲンのクリスマスマーケット報告といった市のイベント情報が掲載される。

## 経済と社会資本

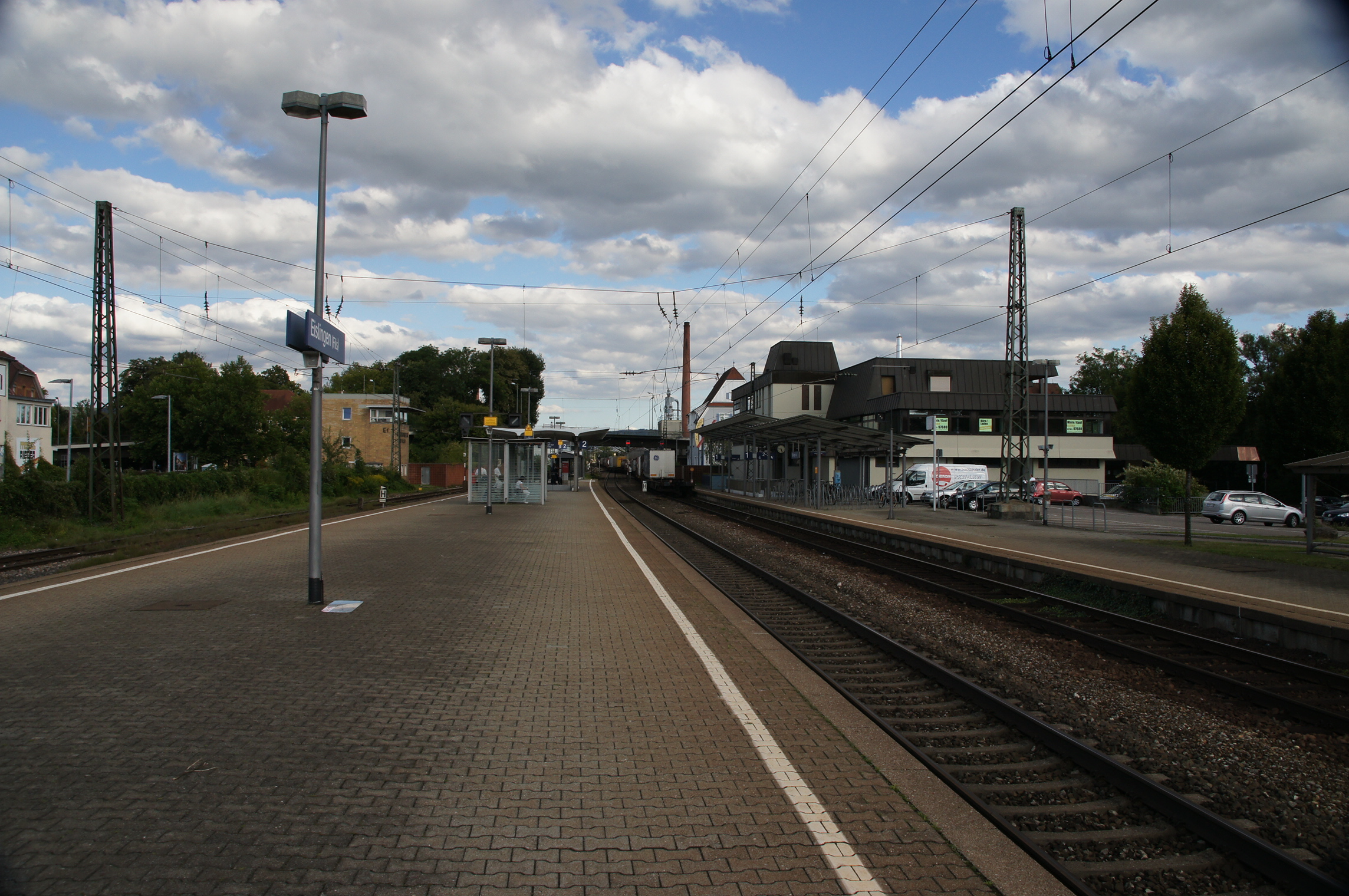
アイスリンゲン (フィルス) 駅

### 交通
アイスリンゲンは連邦道10号線（B10号線、レーバッハ - ノイゼス）で全国的な道路網に接続している。アイスリンゲン地域でのB10号線の4車線への拡幅工事は2006年6月7日に完了した。しかし内市街の交通量緩和は期待されたほどではなかった。
フィルスタール鉄道（シュトゥットガルト - ウルム）がアイスリンゲンと鉄道網とを結んでいる。アイスリンゲン (フィルス) 駅は、レギオナルバーンの列車 MEX 16（シュトゥットガルト - プロヒンゲン - ゲッピンゲン - ガイスリンゲン - ウルム）の停車駅である。
この他に、ゲッピンゲン乗り合いバスのバス路線 940番、941番、942番、943番および RBS-バス路線 972番がアイスリンゲンを運行している。

### 地元企業
アイスリンゲンに本社を置く重要な企業として、潤滑油および印刷インクメーカーのツェラー+グメリン社がある。

### 教育機関
エーリヒ＝ケストナー＝ギムナジウムやドクトル＝エンゲル実科学校の他に、ジルヒャーシューレとシラーシューレの2校の基礎課程・作業実科学校がある。ペストロッツィ養護学校が教育機会を補完している。一般的な教育機関の他に、アイスリンゲン市立図書館がメディアやイベントによって全住民に啓発活動を行っている。

## 自然
フィルスタールの多くの町と同様に、アイスリンゲンにも2つの炭酸泉があり、住民は無料で利用することができる。ジュートシュタットには1931年に建設されたバルバロッサの泉、ノルトシュタットのクルム河畔には1982年に建設されたウーラントの泉がある。

## 文化と見所

### 魚竜の墓場
連邦道 B10号線の道路新設工事で、2002年にアイスリンゲンの南から1億8千万年前のジュラ紀の海に棲息していたと考えられる魚竜の化石が発見された。このスペクタクルな発見現場は「アイスリンゲン魚竜の墓場」と呼ばれる。発見の詳細と棲息当時の環境について、2006年にアイスリンゲン市立ホールで開催された大規模な展示で紹介された。

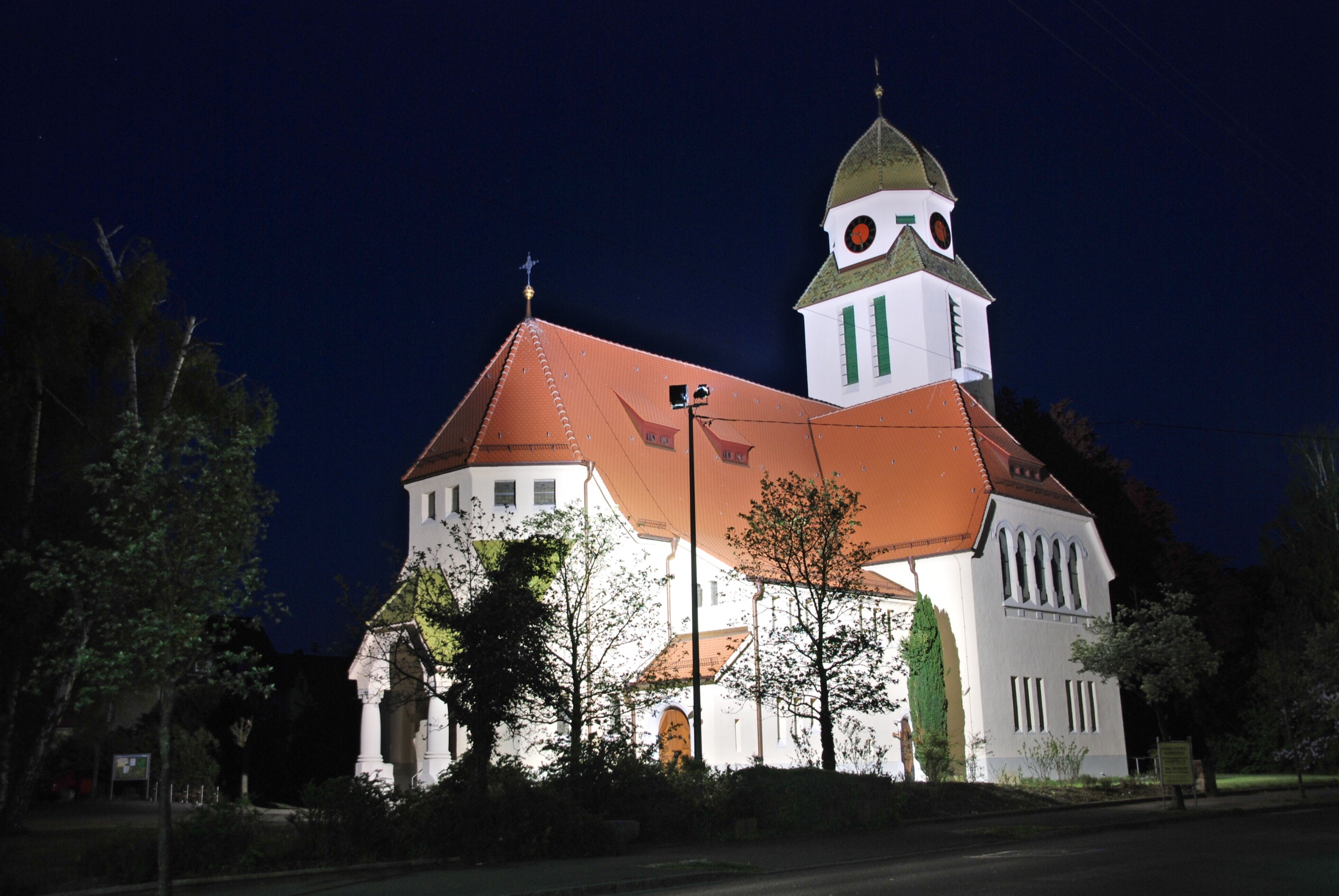
クリストゥス教会

### 建築
- 聖アナ礼拝堂（カトリック）。完全な形で現存するアイスリンゲンで最も古い教会建築が、15世紀末に建設され、1513年8月15日に献堂された聖アナ礼拝堂である。この礼拝堂は、特別な機会にのみ公開される。
- 聖マルクス教会（カトリック）。聖マルクス教会の塔の基礎壁は、アナ礼拝堂よりもさらに古くまで遡る。教会のこの部分は、先代の教会の内陣でもあった。そこには1350年頃に制作されたフレスコが遺されている。その下の基礎壁はこれよりもさらに古いものである。
- 聖母教会（カトリック）。
- クリストゥス教会（福音主義）[23][24]。この教会は1906年にシュトゥットガルトの建築家リヒャルト・ベクレンによってユーゲントシュティールの様式で建設された。歴史画家でシュトゥットガルト芸術アカデミー総裁のフリードリヒ・フォン・ケラーは、内陣の元々彩色ガラスが嵌め込まれた東窓の上に「山上の説教」のカンバス画を制作した。教会、とりわけ祭壇室は、1963年から64年にルドルフ・イェーリン（子）の総合芸術コンセプトに基づいて大規模な改築がなされ、これによりユーゲントシュティールの要素は取り払われ、新しい主要調度（講壇、祭壇、洗礼盤、十字架）が制作された。元の建築コンセプト尊重し、同時に未来を指向した改築が2020年から計画されている。
- ルター教会（福音主義）。クラインアイスリンゲンのベルンハルト礼拝堂は1530年に献堂された。この建物は1698年に取り壊され、現在のルター教会に建て替えられた。この教会は宗教改革以後20世紀の初めまでグロースアイスリンゲンの福音主義住民も礼拝を行っていた。1912/13年にルター教会は、有名な建築家マルティン・エルゼッサー（ドイツ語版、英語版）[25]によってユーゲントシュティール様式に完全に改築され、大きく拡張された。旧内陣（現在の聖具室）には、1698年に制作された紋章を描いたステンドグラスの丸窓が数枚遺されている。1913年建造の祭壇室には、修復されたユーゲントシュティール風の彩色と、ガラス画家リディア・シェーファーが制作したクリスマスのステンドグラスが存在する。2001年の教会改築に伴い新しいオルガンが設置された[26]。
- クルムヴェルデンの村の教会であるゴシック様式の聖ヤーコブス教会（カトリック、福音主義共同利用）。1275年の記録が遺るこの教会は、当初はカトリックであったが、1592年から共同利用されている。建物は内陣と明かり採りの小塔を持つ平屋根のザールキルへ（ドイツ語版、英語版）である。有翼祭壇は1510/20年に制作された。
- アイスリンゲン城。このヴェルデン男爵コンスタンティン・アドルフの夏の居城は、長らく使われていなかったが、1989年に市立図書館として再び運用が開始された。
- シュロステアター（直訳: 城館劇場）は、1952年に建設された映画館・催事場であったが、2012年に取り壊された。
- 1909年建造のアイスリンゲン水道の旧ポンプ場。
- 市内に9箇所あるラウンドアバウトのうち7箇所に設置された「クライゼルクンスト」（ラウンドアバウトの芸術作品）。
- 新しい B10号線の近くで発見された1億8100万千前の魚竜のレプリカ（アイスリンゲン市立ホールに展示されている）

### 音楽
2000年に結成されたパンク・ロック・バンドItchy Poopzkidはアイスリンゲン出身である。

### スポーツ
TSG 1873 アイスリンゲン e.V. は約2,600人の会員を擁するゲッピンゲン郡最大のスポーツクラブである。この他アイスリンゲンにはサッカークラブの KSG アイスリンゲン、1. FC アイスリンゲン、ASV アイスリンゲンがある。
アイスリンゲンには2008年からペイントボール場があり、2015年からはドイツ・ペイントボール・リーガのレギオナルリーガとランデスリーガの公式競技場となっている。

## 人物

### 出身者
- アルベルト・ジング（ドイツ語版、英語版）（1917年 - 2008年）サッカー選手、指導者

### ゆかりの人物
- アルトゥール・アイゼンメンガー（ドイツ語版、英語版）（1914年 - 2002年）欧州諸共同体のチーフデザイナー。晩年をアイスリンゲン/フィルスで暮らした。
- Itchy（ドイツ語版、英語版）　パンク・ロックのバンド。2000年にアイスリンゲン/フィルスで結成された。

## 関連図書
- Rudolf Moser, ed (1844). “Gemeinde Groß-Eislingen”. Beschreibung des Oberamts Göppingen. Die Württembergischen Oberamtsbeschreibungen 1824–1886. Band 20. Stuttgart / Tübingen: Cotta’sche Verlagsbuchhandlung. pp. 200–207
- Rudolf Mosertitle=Beschreibung des Oberamts Göppingen, ed (1844). “Gemeinde Klein-Eislingen”. Die Württembergischen Oberamtsbeschreibungen 1824–1886. Band 20. Stuttgart / Tübingen: Cotta’sche Verlagsbuchhandlung. pp. 258–260